# Gmina związkowa Eisenberg (Pfalz)
Gmina związkowa Eisenberg (Pfalz) (niem. Verbandsgemeinde Eisenberg (Pfalz)) – gmina związkowa w Niemczech, w kraju związkowym Nadrenia-Palatynat, w powiecie Donnersberg. Siedziba gminy związkowej znajduje się w mieście Eisenberg (Pfalz).

## Podział administracyjny
Gmina związkowa zrzesza trzy gminy, w tym jedną gminę miejską (Stadt) oraz dwie gminy wiejskie:
1. Eisenberg (Pfalz)
2. Kerzenheim
3. Ramsen